# Forças Armadas da Austrália

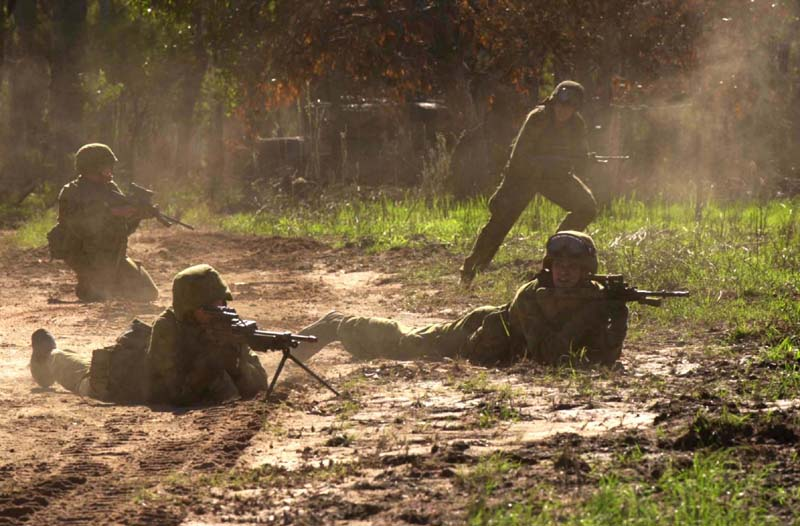
Soldados de infantaria australianos.

As Forças Armadas da Austrália, mais conhecidas como Forças de Defesa Australianas (ADF) são uma organização militar responsável pela defesa da Austrália. Esta consiste na Marinha Real Australiana (RAN), do Exército Australiano, da Força Aérea Real Australiana (RAAF) e de um número de unidades "triplo-serviço". A ADF tem uma força ligeiramente inferior a 81 mil militares em tempo integral e reservistas ativos, e é apoiada pelo Departamento de Defesa e várias outras agências civis.
Durante as primeiras décadas do século XX, o Governo Australiano estabeleceu as forças armadas como organizações separadas. Cada um dos serviços tinha uma cadeia de comando independente. Em 1976, o governo fez uma mudança estratégica e estabeleceu a ADF, a fim de colocar os ramos militares em um único quartel general. Com o tempo, o grau de integração aumentou e a logística, o quartel general e as instituições de formação têm suplantado muitos serviços simples de estabelecimentos.
A ADF é tecnologicamente sofisticada, mas relativamente pequena. Apesar de contar com 59 023 militares da ativa em tempo integral, 21 850 reservistas ativos e 22 166 reservistas em espera, tornando-se a maior força militar na Oceania, é ainda menor do que a maioria das forças armadas da Ásia. No entanto, a ADF é suportada por um orçamento significativo para os padrões em todo o mundo e é capaz de mobilizar forças em diversos locais fora da Austrália.